# La Carrière d'un libertin

La Carrière d'un libertin, dit aussi La Carrière d'un roué (en anglais : A Rake's Progress) est une série de huit peintures suivies des huit chalcographies (gravures sur cuivre) correspondantes, exécutées à Londres par le peintre et graveur anglais William Hogarth entre 1733 et 1735.
Les huit scènes racontent l'histoire fictive de Tom Rakewell, c'est-à-dire qu'elles montrent l'évolution de son destin de jeune héritier glissant peu à peu dans la débauche – l'arrivisme, la grandeur et la déchéance –, tout commence par un bel héritage, et finit dans la misère d'un asile d'aliénés.
A Rake's Progress fait suite à une autre série très populaire de Hogarth, A Harlot's Progress (La Carrière d'une prostituée), produite en 1730, en peintures puis en gravures.
Ces « pièces morales » (« modern moral subject » selon les propres mots de Hogarth) constituent un genre nouveau et les gravures permettront à l'artiste de se faire connaitre dans toute l’Europe, surtout grâce au succès de la vente de ces estampes, et ont été largement reproduites par d'autres. Hogarth aurait d'ailleurs retardé la publication de la suite gravée de La Carrière d'un libertin afin de profiter de la votation en 1735 par le Parlement britannique de l'Engraver Copyright Act concernant la protection des droits d’auteur sur les gravures. Durant l'exécution des plaques à l'eau-forte et au burin, il fut peut-être assisté du graveur Gérard Jean-Baptiste Scotin II. Le premier tirage date du 25 juin 1735.
Si le format des estampes est sensiblement inférieur à celui des huiles sur toile (35,8 × 41 cm contre 62,2 × 75 cm), en revanche, de nombreux détails ont été rajoutés dans les scènes.
Les peintures originelles furent achetées aux enchères en 1802 par l'épouse de John Soane. Elles sont désormais exposées au Sir John Soane's Museum de Londres.

## Description des huit scènes par la gravure
Les titres sont ici repris de la nomenclature de l'exposition William Hogarth (Musée du Louvre et Tate Britain, 2006-2007). Originellement, les estampes sont numérotées en bas et accompagnées d'un poème satirique composé par l'artiste ; elles ne sont pas titrées dans la lettre.

### Estampe 1:L'Héritier prend possession des biens de son père l'avare

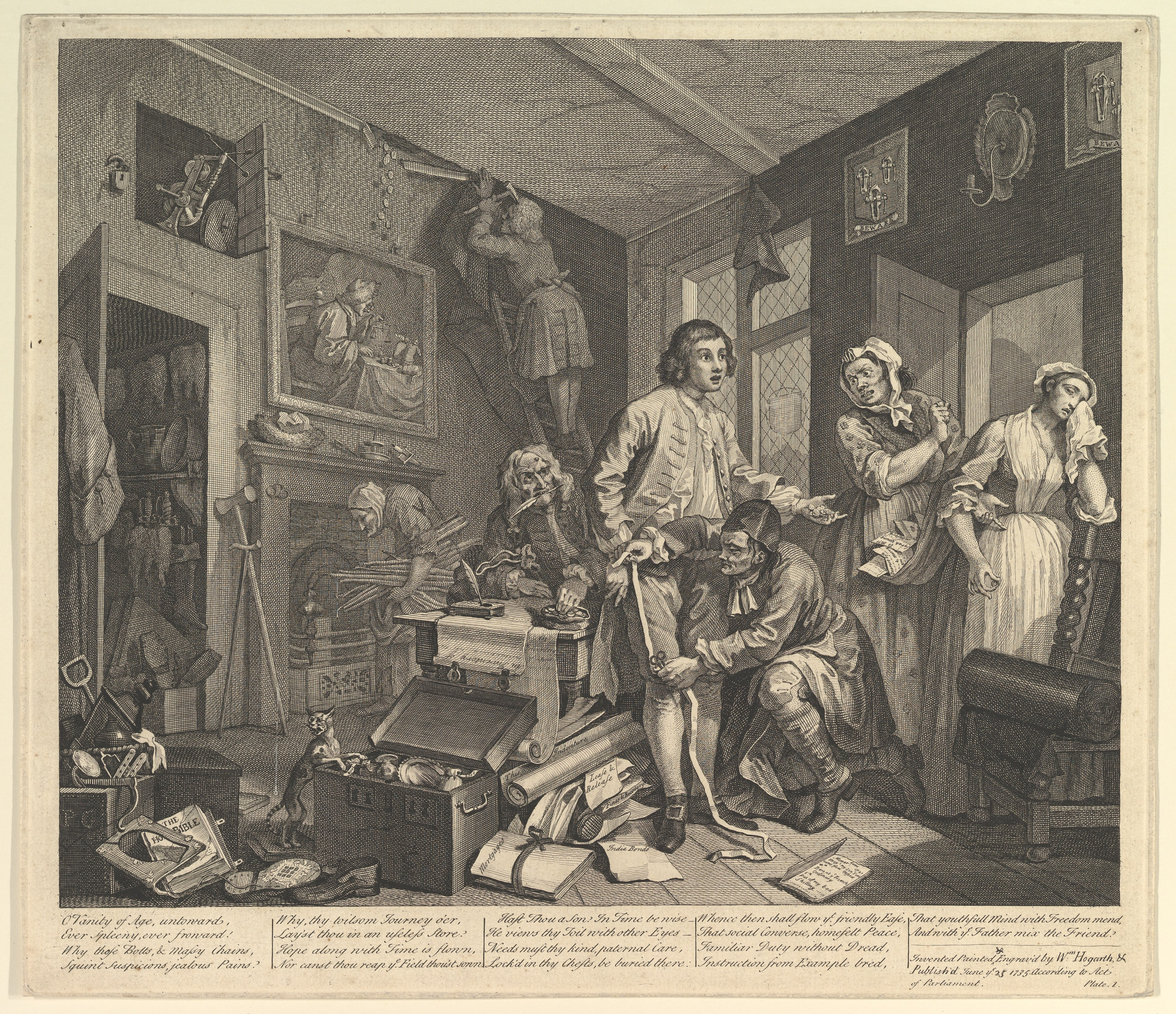
Planche 1 : L'Héritier prend possession des biens de son père l'avare

Titre original : The Rake Taking Possession Of His Estate — Début du poème : O Vanity of age, untoward...
Tom Rakewell vient d’hériter et emménage dans la maison de son défunt père, un riche marchand, très avare.
Un tailleur prend les mensurations de Tom probablement pour lui confectionner un habit de deuil. Madame Young et sa fille font irruption : la mère indique le ventre de Sarah laquelle est visiblement enceinte. Tom Rakewell avait promis le mariage à cette jeune fille mais essaie maintenant de s’en débarrasser en lui proposant de l’argent. La fille en pleurs rend du bout des doigts une grosse bague de fiançailles, la mère indignée transporte dans son tablier de nombreuses lettres de promesses. Derrière Tom, un intendant, peut-être un notaire, assis derrière un petit bureau profite de la situation pour subtiliser quelques guinées d'une grosse bourse. Un ouvrier tapisse la pièce d’un tissu mortuaire et découvre, alors qu'il plante un clou, des pièces d’or cachées sous une moulure du plafond. D’autres détails évoquent ici l’avarice du défunt : l'extrême maigreur du chat qui cherche quelque chose dans une malle, la vétusté des murs et des plafonds, une couverture de Bible découpée pour servir de semelle, l'amoncellement de notes de crédit, la vieille servante mal en point.

### Estampe 2:Le Lever du roué

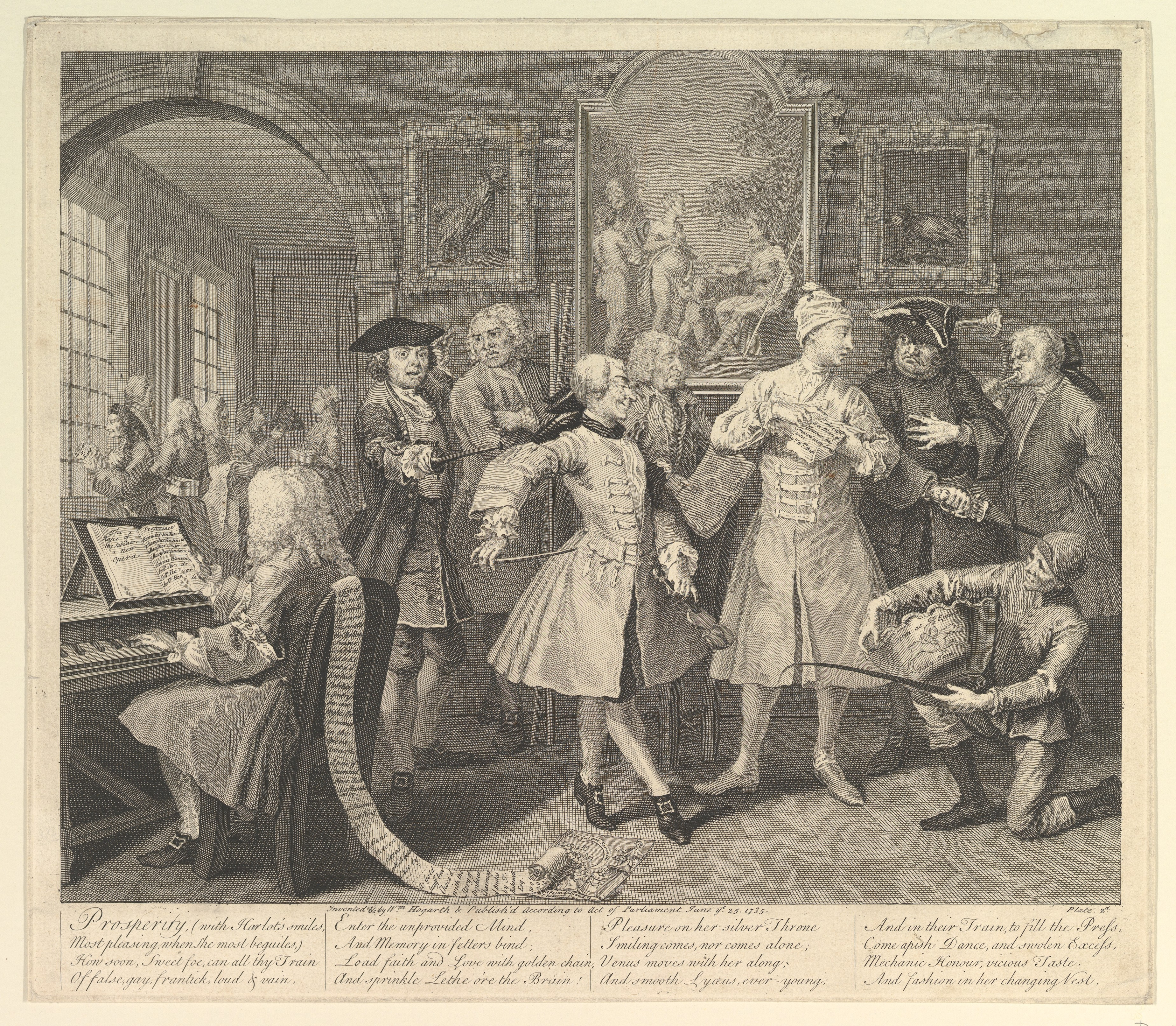
Planche 2 : Le Lever du roué

Titre original : The Rake's Levée — Début du poème : Prosperity, (with Horlot's smiles...)
Changement de décor : au petit matin, encore en bonnet de nuit, Tom Rakewell apparait entouré de flatteurs, de fournisseurs ; la chambre est grande, haute, claire, luxueusement décorée. Tom est lumineux, dans de magnifiques habits, encadré de huit personnes, dont son garde du corps, d’un professeur de violon et d’un maître d’arme.
Au dos de la chaise du claveciniste, déroulée, une enfilade de factures. Au sol, une épître dédiée à Tom. Au fond de la scène, dans l'attente, sont présents d'autres courtisans et tapeurs. Les tableaux suspendus au mur sont de mauvais goût, signe que Tom s'est fait avoir.
Dans ce deuxième tableau (et seulement là) chacun des personnages peut être identifié : Hogarth sait que le public a plaisir à reconnaitre des personnalités contemporaines connues mais ne veut pas indisposer par son ironie trop de célébrités.

### Estampe 3:L'Orgie

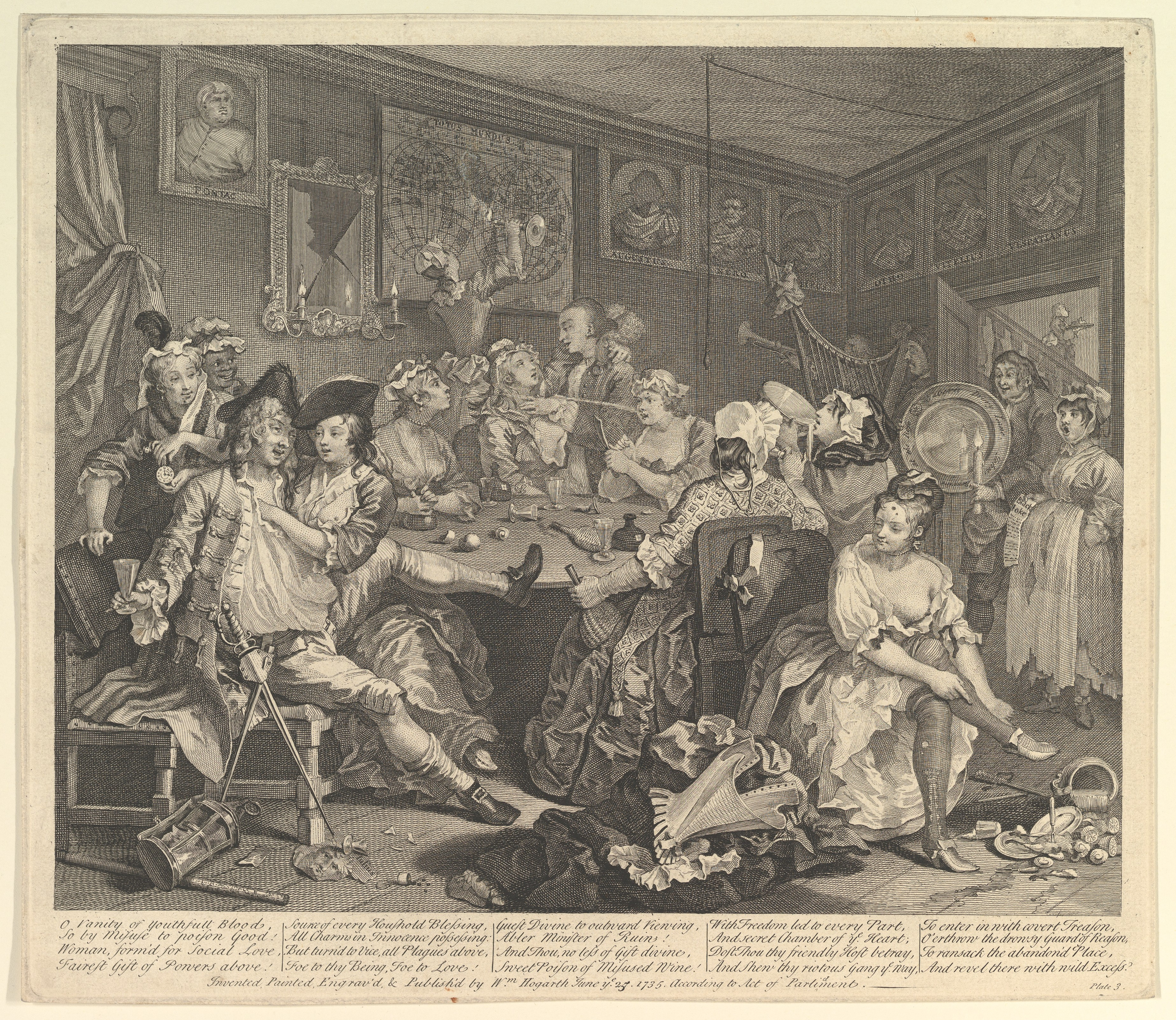
Planche 3 : L'Orgie

Titre original : The Rake at the Rose Tavern — Début du poème : O Vanity of youthfull blood...
Le début du déclin moral : Tom et ses compagnons sont à la Taverne de la Rose à Drury Lane — sans doute fait-elle office de bordel car c'est l'une des rues les plus mal famées de Londres en ce début du XVIIIe siècle.
Tom est avachi sur une chaise, un verre à la main, visiblement saoul ; l’une des deux prostituées lui vole sa montre – qui indique trois heures (du matin). Devant lui sur le sol un verre cassé, une lanterne brisée.
À la table deux femmes se livrent un duel de crachats, et l'une brandit un canif ; en arrière-plan une autre macule au noir de fumée à l'aide d'une bougie une grand planisphère mural. Au premier plan une femme se déshabille, elle est outrageusement maquillée : de larges taches noires sur le front couvrent ses plaies syphilitiques.
Les tableaux au mur — portraits d’empereurs romains inspirés du Titien – ont été saccagés (les têtes ont été découpées), à l'exception de celle de Néron, le plus dépravé de tous.

### Estampe 4:Arrêté pour dettes

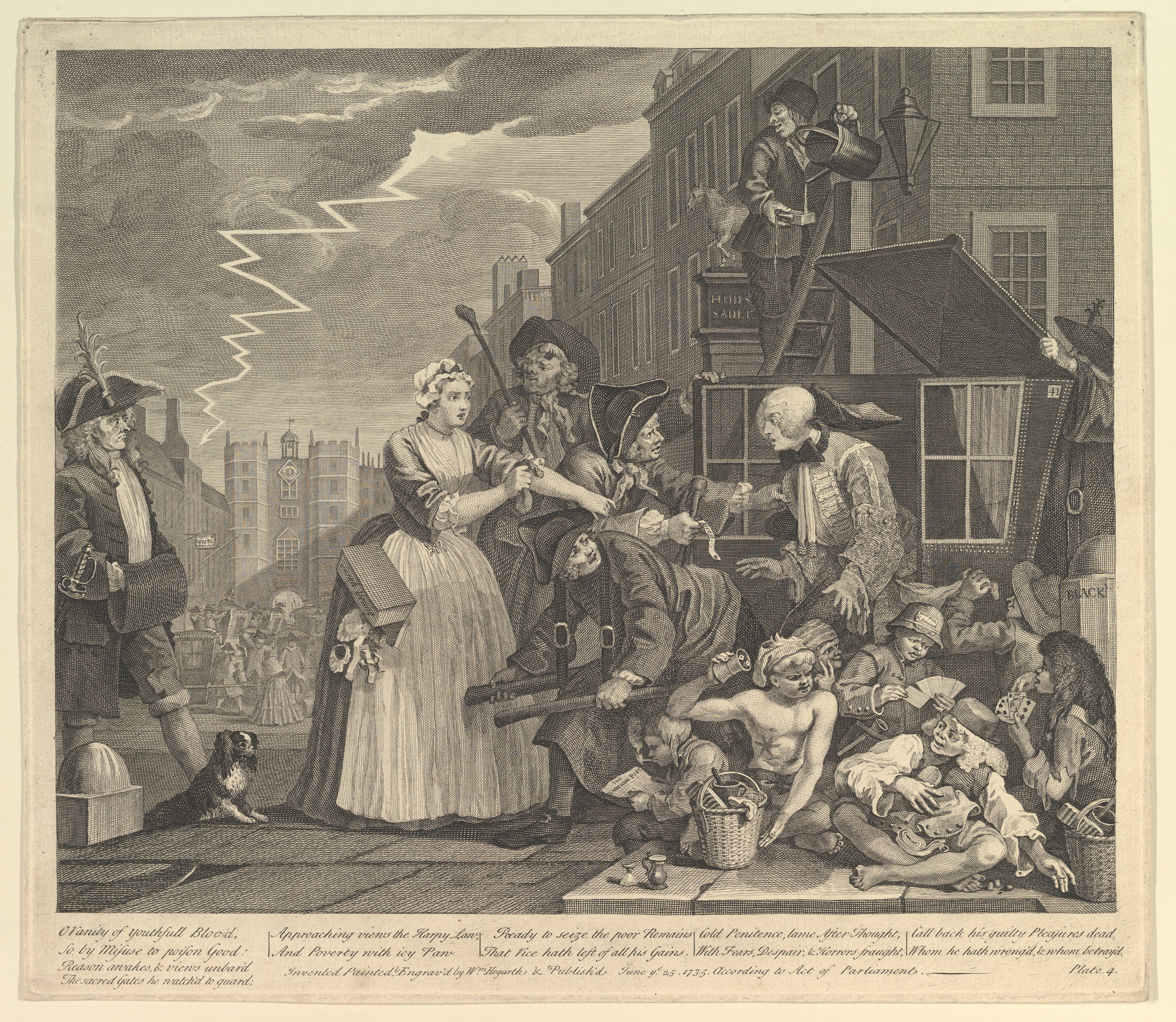
Planche 4 : Arrêté pour dettes

Titre original : The Rake Arrested, Going to Court — Début du poème : 
Au quatrième tableau, en une scène humiliante car publique, Tom Rakewell passe de la décadence à la déchéance.
Au zénith de sa carrière – déjà très endetté – Tom Rakewell se rend au palais Saint-James. Il se déplace en chaise à porteur fermée, signe d'un certain rang. Alors qu’il arrive à l'angle de la rue St James, la chaise est stoppée, un homme ouvre la porte, tire Tom par l’habit et lui montre une lettre de change arrivée à terme, un deuxième derrière lui est armé d'une canne. Le personnage à gauche pourrait être un huissier — du pays de Galles, comme l'indique le poireau sur son chapeau.
Selon certaines interprétations, Tom se rend au palais pour assister au Grand lever du roi Georges II, pour d'autres ce serait pour l'anniversaire de la reine Caroline de Brandebourg-Ansbach, le jour de la Saint David, saint patron du pays de Galles, comme l'indiquent les poireaux sur les chapeaux et la cohue de chaises de courtisans au fond de la scène.
Sarah Young, la jeune femme du premier tableau, devenue couturière (ou mercière), offre ses économies pour sortir Tom d’affaire.
D'un côté la scène provoque une effervescence : Sarah ne remarque pas que sa boite s'est ouverte et qu'elle perd sa mercerie, l'allumeur de lanterne verse l'huile sur la tête de Rakewell et un garçon profite du tumulte pour lui voler sa montre. Mais d'un autre côté, le sort de Tom Rakewell n'intéresse même pas le groupe de jeunes gens rassemblés devant l'inscription Blacks : ces jeunes mendiants s'amusent à imiter les manières des aristocrates membres de gentlemen's clubs : un tout jeune garçon fume en lisant The Farthing Post — un journal à scandale de l'époque —, les autres jouent au cartes (en trichant).
Dans le ciel, un éclair : l'orage n'annonce rien de bon pour Tom.

### Estampe 5:Marié à une vieille héritière

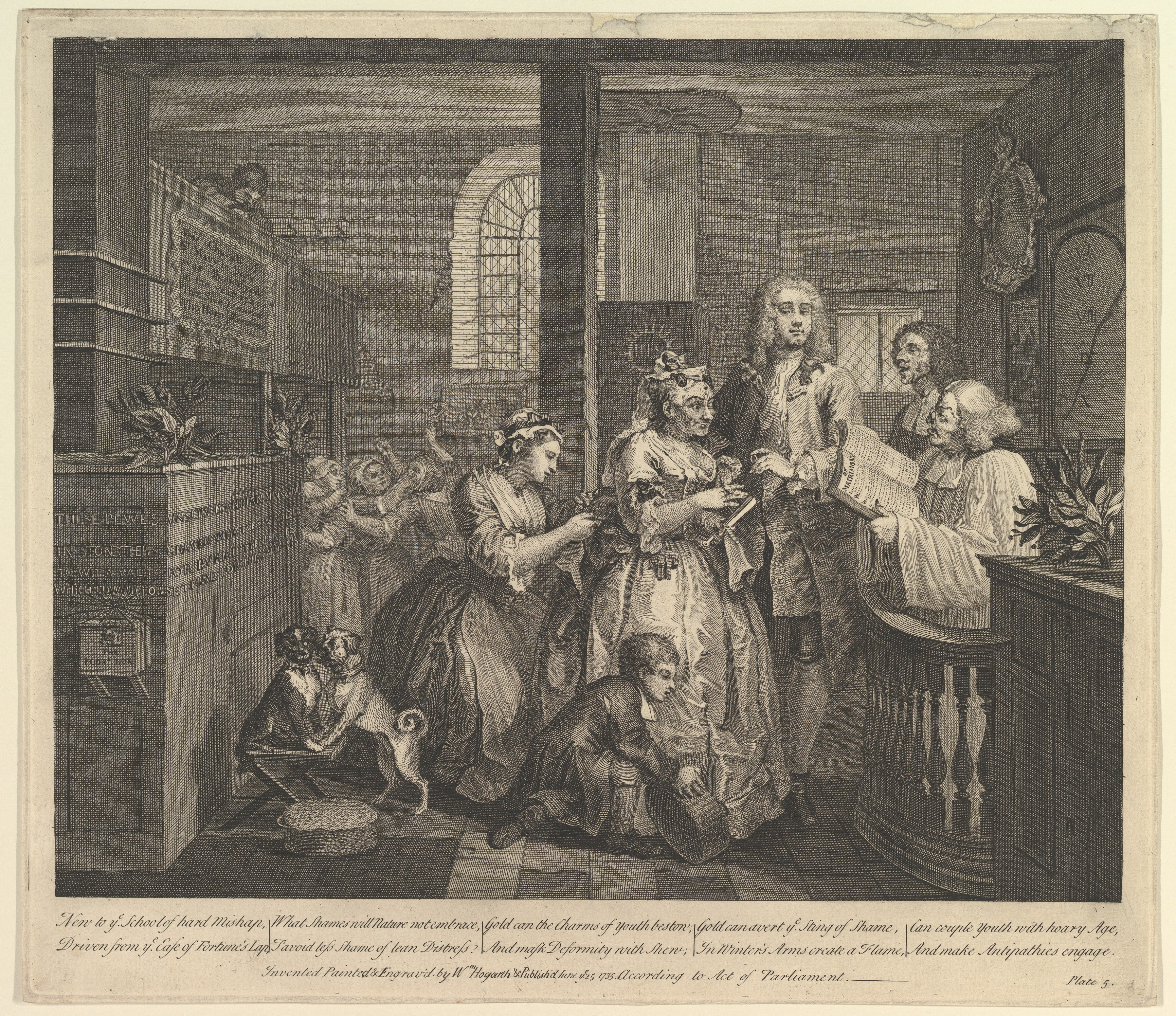
Planche 5 : Marié à une vieille héritière

Titre original : The Rake Marrying an Old Woman
En désespoir de cause Tom se marie à une vieille fille... très riche, mais très laide, borgne et très âgée.
Le mariage est célébré à l’Église St Marylebone qui avait la réputation de marier les couples sans trop de formalités, par exemple sans vérifier si chacun des futurs époux étaient préalablement célibataires.
Au moment de l’échange des alliances, le regard de Tom est déjà ailleurs, attiré par la demoiselle d'honneur, plus jolie, plus jeune.
En arrière-plan on essaie d’empêcher Sarah Young et son nouveau-né d’entrer dans la pièce.

### Estampe 6:La Maison de jeu

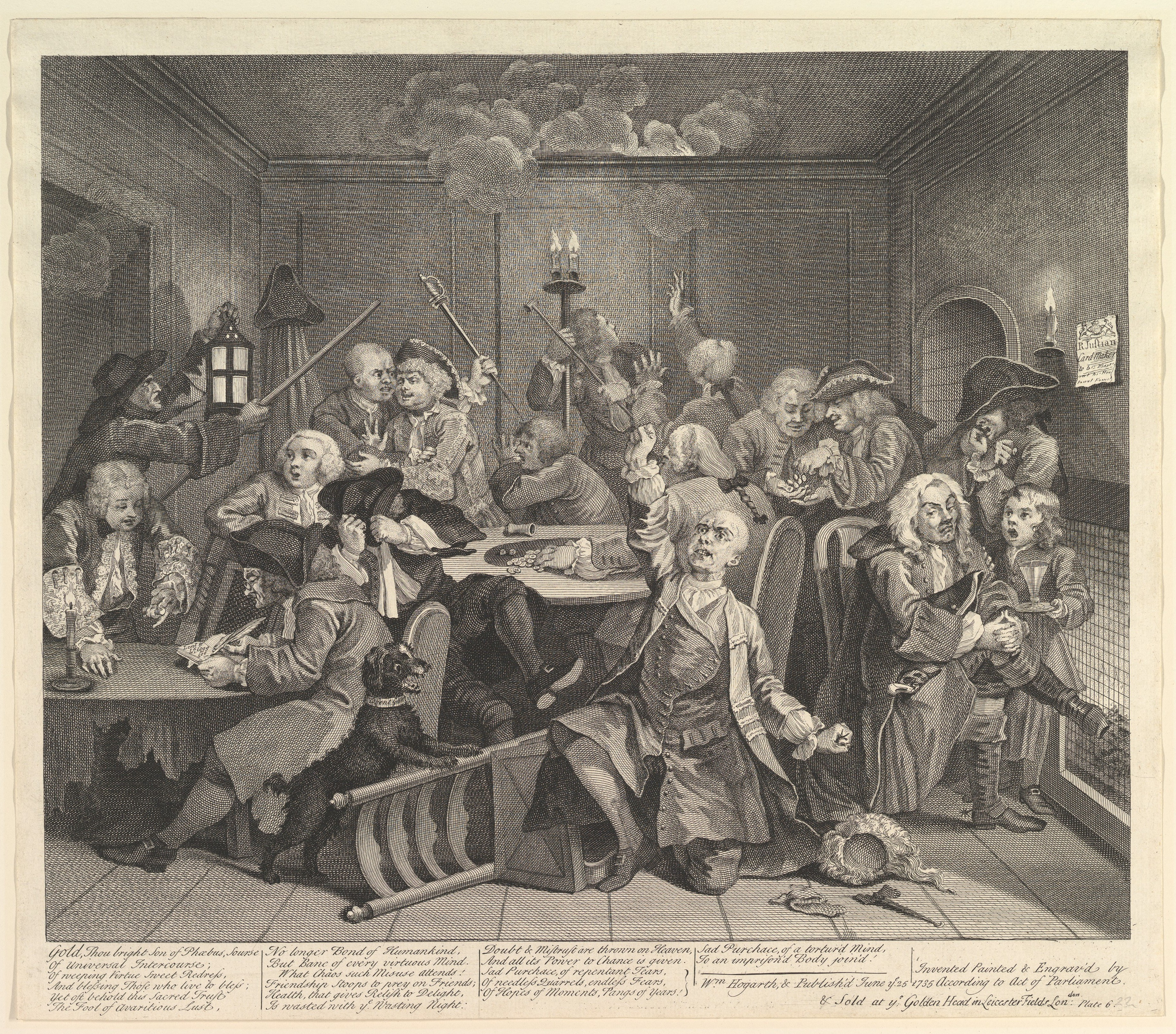
Planche 6 : La Maison de jeu

Titre original : The Rake at The Gaming House
Tom a entrepris de dilapider la dot apportée en mariage par son épouse.
Le sixième tableau le montre dans un tripot probablement à Covent Garden : sa chaise a basculé, il a perdu sa perruque, et surtout une belle somme. Il se jette à genoux pour appeler à l'aide le Tout-Puissant, il est désespéré car sans doute n'a-t-il plus un sou.
Dans la troisième scène, Tom était surtout entouré de femmes, et voulait s’amuser. Ici, il n’y a plus que des hommes ; la plupart des joueurs se désolent, ont l'air morne, ou négocient avec un usurier.
Ni Tom, ni les autres joueurs, n’ont remarqué qu’un incendie a éclaté derrière eux.

### Estampe 7:En prison
Titre original: The Rake in Prison

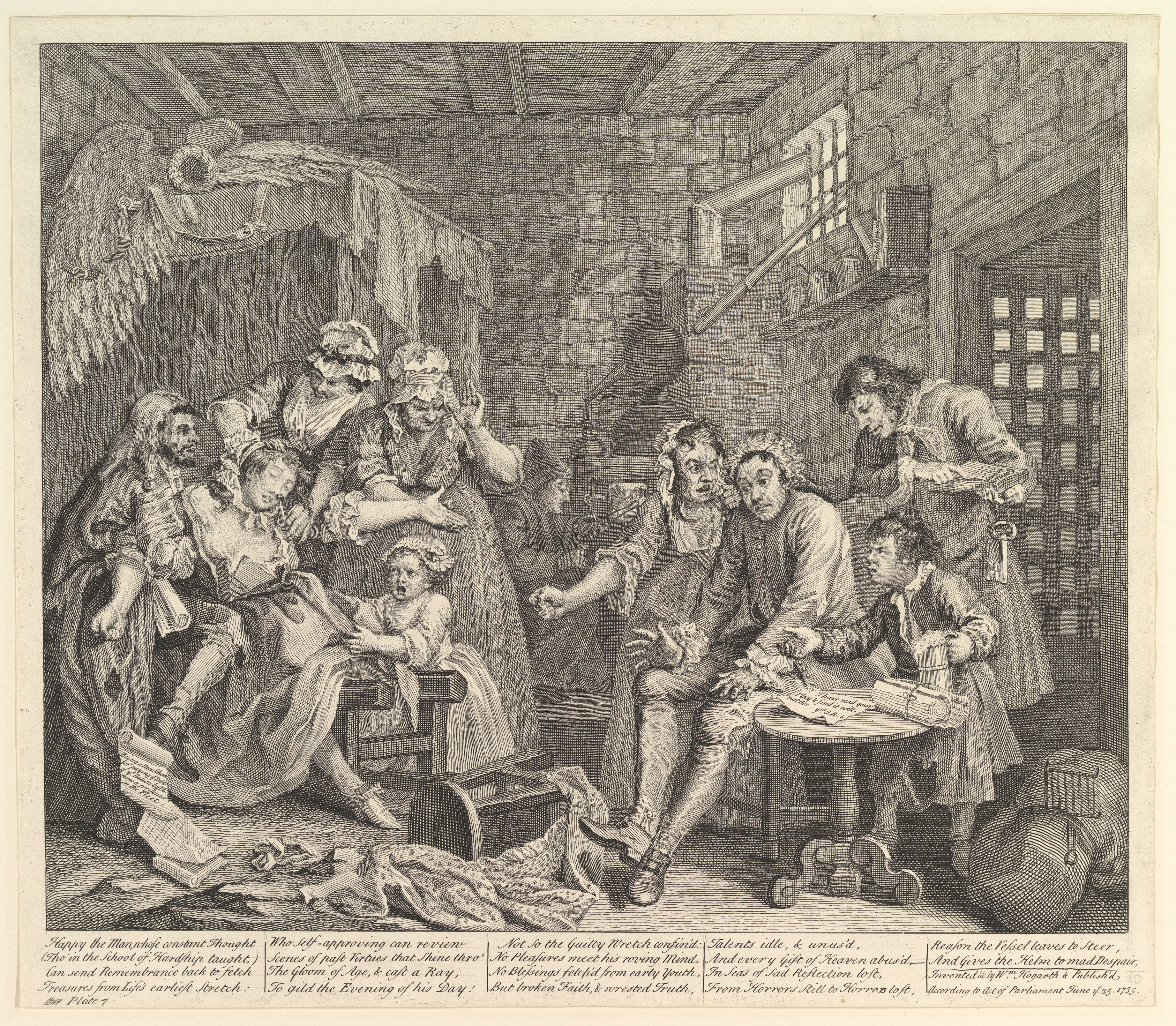
Planche 7 : En prison

Tom est incarcéré pour dettes à la prison de la Fleet.
Sa vieille épouse gronde Tom qui reste assis sur son banc et ne sait plus quoi faire. On trouve à ses côtés une pièce de théâtre qu'il a tenté d'écrire pour rembourser ses dettes (comme John Cleland). En face de lui, la fidèle Sarah s'est évanouie (ou peut-être s'agit-il d'une codétenue, ayant perdu sa dignité ?).
À la Fleet on est enfermé jusqu’à avoir remboursé sa dette, et on paye sa nourriture.
Un géolier, et un page qui apporte de la bière, attendent derrière Tom et tendent la main pour de l'argent.

### Estampe 8:La Maison des fousouLe Libertin à Bedlam
Titre original: The Rake in Bedlam

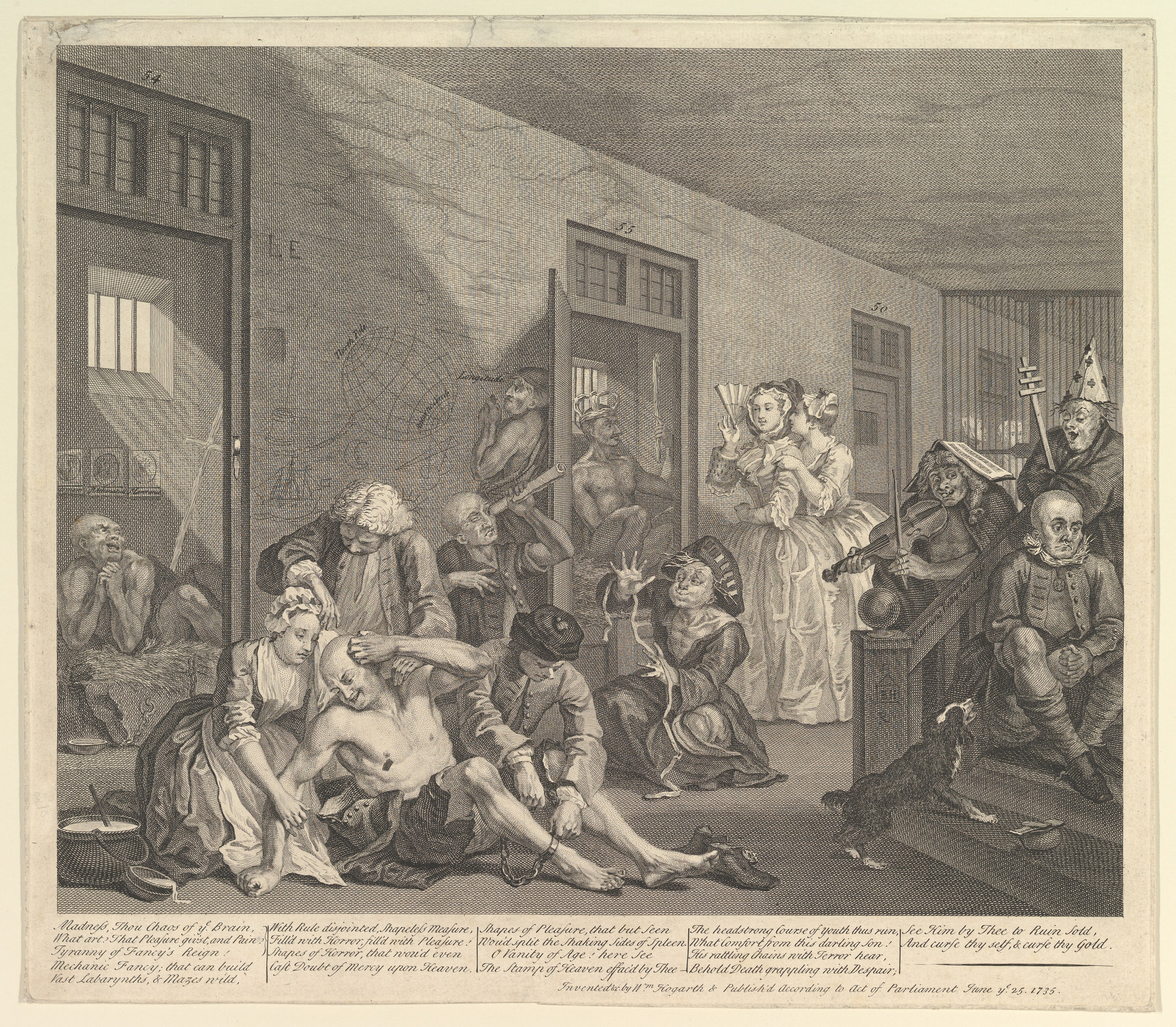
Planche 8 : La Maison des fous

Tom, qui est maintenant à l'asile de Bedlam, vient d’être enchainé, il est quasiment nu, alors qu'on l'habillait dans la première scène.
Sarah Young toujours fidèle lui rend visite, elle a apporté de la soupe et essaie de le réconforter mais Tom l’ignore. Ils sont entourés de fous furieux (un astronome, un mathématicien, un pape, un roi nu,...) – que d’élégantes dames viennent observer pour se distraire ou se moquer de leurs pitreries.
La posture de Tom, comme celle de l'ermite derrière lui, sont inspirées de deux tableaux de Caius Gabriel Cibber (en), Melancholy' et Raving Madness, qui décoraient l’entrée de Bedlam.
Un nouveau tirage de cette pièce a été effectué par Horgath en 1763 avec un ajout au mur : l'allégorie circulaire de Britannia, ce qui fut jugé comme une provocation.

## Autres créations d'aprèsLa Carrière d'un libertin
- 1794-1799 : Georg Christoph Lichtenberg écrit pour le Göttinger Taschencalender ses commentaires sur les gravures de Hogarth (Ausführliche Erklärung der hogarthischen Kupferstiche): écrits satiriques dont la verve et l'humour correspondent bien aux gravures de Hogarth.
- 1935 : The Rake's Progress est un ballet reprenant chacun des tableaux de Hogarth et dont Gavin Gordon (1901-1970) a écrit la musique. Il a été chorégraphié par Ninette de Valois et mis en scène par Rex Whistler. Il eut immédiatement beaucoup de succès et sera repris dans les années 1980. (N.B. remarquer le changement d'article, A Rake's Progress devenant The Rake's Progress, titre qui sera repris par Stravinsky, cf. ci-dessous).
- 1946 : le scénario du film Bedlam (Val Lewton ) est inspiré du 8e tableau connu sous le nom du Libertin à Bedlam (un asile d'aliénés)
- 1951 : The Rake's Progress est un opéra de Igor Stravinsky, en trois actes, composé sur un livret de Wystan Hugh Auden et Chester Kallman et en partie inspiré des huit tableaux de A Rake's Progress de Hogarth.
- 1961 : David Hockney présente sa version de A Rake’s Progress: Hockney transpose le scénario à New York, relatant ses expériences lors d'un premier voyage à New York en été 1961.
- 1975 : David Hockney crée à la demande de John Cox les décors d'une mise en scène de l'opéra de Stravinsky. La production de Cox et Hockney sera présentée au public le 21 juin 1975 au Glyndebourne Festival Opera.
- 2014 : Ulrike Theusner crée une version contemporaine en huit tableaux[3] (onze planches de 130 × 200 cm) accompagnés comme chez Hogarth d'une série de gravures sur cuivre reprenant les mêmes thèmes.